# 요아케역
요아케역(일본어: 夜明駅)은 일본 오이타현 히타시에 있는 규슈 여객철도의 역이다. 규다이 본선의 소속역으로, 히타히코산 선을 더해 2개의 노선이 상호 운행한다. 히타히코산 선은 이 역이 노선명칭 상의 종점이지만, 열차는 모두 규다이 본선 경유로 히타역까지 상호 운행한다. 단선 · 섬식의 형태를 합친 2면 3선 복합 승강장의 구조를 갖춘 지상역이다.

## 타는 곳
| 1 | ■ 규다이 본선   | (상행) | 구루메 방면        |
| 2 | ■ 규다이 본선   | (하행) | 히타 · 유후인 방면 |
| 3 | ■ 히타히코산 선 | (상행) | 다가와고토지 방면  |
| 3 | ■ 히타히코산 선 | (하행) | 히타 방면          |

## 이용 현황
- 2010년도의 1일 평균 승차 인원은 49명이다.

| 승차 인원 추이 | 승차 인원 추이    |
| 연도           | 1일 평균 이용객수 |
| -------------- | ----------------- |
| 2000           | 94                |
| 2001           | 84                |
| 2002           | 78                |
| 2003           | 76                |
| 2004           | 52                |
| 2005           | 73                |
| 2006           | 66                |
| 2007           | 66                |
| 2008           | 59                |
| 2009           | 49                |
| 2010           | 49                |

## 역 주변
- 요아케 우체국
- 히타 시 요아케 진흥센터
- 요아케 댐

## 역사
- 1932년 7월 11일 : 일본 철도성(일본국유철도)의 역으로서 개업.
- 1987년 4월 1일 : 일본국유철도 분할 민영화에 의해 규슈 여객철도로 이관.
- 2010년
  - 1월 8일 : 역사 신축 공사 착공.
  - 3월 : 신축 역사 완공.
- 2012년 8월 25일 : 규다이 본선의 지쿠고요시이 역 - 히타 역간의 운행을 재개.

## 인접 역
| 규다이 본선              | 규다이 본선     | 규다이 본선          |
| ------------------------ | --------------- | -------------------- |
| 지쿠고오이시 구루메 방면 | ■ 규다이 본선   | 데루오카 오이타 방면 |
| 히타히코산 선            |                 |                      |
| 이마야마 조노 방면       | ■ 히타히코산 선 | 시·종착역            |